# Добринёвский сельсовет
Добринёвский сельсовет (бел. Дабрынёўскі сельсавет) — административная единица на территории Дзержинского района Минской области Беларуси. Административный центр — деревня Добринёво.

## Географическая характеристика
Общая площадь территории Добринёвского сельсовета составляет 136,4 км², сельсовет расположен в юго-восточной части Дзержинского района Минской области. Севернее Добринёвского сельсовета расположена территория Фанипольского сельсовета, на востоке проходит административная граница со Станьковским сельсоветом. На востоке сельсовета проходит административная граница с Озёрским сельсоветом Узденского района, а на юге — с Дещенским сельсоветом того же Узденского района. Расстояние от административного центра сельсовета до районного центра составляет 20 километров.
Практически вся территория Добринёвщины расположена в пределах Пуховичской равнины, небольшая северная часть региона расположена на склонах Минской возвышенности. Средняя высота над уровнем моря составляет 180 м. По территории сельсовета протекает река Жесть (верхнее течение Уздянки), а также берёт своё начало река Рапусса. Бо́льшую часть Добринёвщины составляют пахотные и сельскохозяйственные земли, расположенные в центральной и северной части сельсовета, однако южная часть региона покрыта густыми сосновыми лесами. Площадь лесного покрытия составляет около 50 км², или же 37 % в процентном соотношении.
На территории сельсовета проходит автомагистраль М1E 30 (Брест—Москва). Другими важными автодорогами, проходящими через регион являются Н9531 (Негорелое—Самохваловичи) и Р65 (Заславль—Дзержинск—Озеро), которая соединяет Добринёво с окрестностями со Слуцким шоссе (Р23).

## История
До образования в 1924 году Добринёвского сельсовета, вся его территория входила в состав Станьковской волости (на 1870 год). Минского уезда Минской губернии. Волость принадлежала графам Чапским, а до них — Радзивиллам. До второго раздела Речи Посполитой в 1793 году волость входила в состав Минского повета Минского воеводства, после — в составе Российской империи.
С 9 марта 1918 года в составе провозглашённой Белорусской Народной Республики, однако фактически находилась под контролем германской военной администрации. С 1 января 1919 года в составе Советской Социалистической Республики Белоруссия, а с 27 февраля того же года в составе Литовско-Белорусской ССР, во время советско-польской войны, с июля 1919 года по июль 1920 года, Добринёво было оккупировано польскими войсками и административно было подчинено Минскому округу Гражданского управления восточных земель. После 1920 года под управлением Станьковского волостного Совета рабочих, солдатских и крестьянских депутатов.
20 августа 1924 года был создан Добринёвский сельсовет в составе Койдановского района Минской округа. 15 марта 1932 года район реорганизован в Койдановский национальный польский район, 29 июня 1932 года район переименован в Дзержинский. 31 июля 1937 года район упразднен, сельсовет присоединен к Минскому району. 4 февраля 1939 года сельсовет передан восстановленному Дзержинскому району.
Во время немецко-фашистской оккупации, территория сельсовета была подчинена крайсгебиту Минск-ланд гауптгебита Минск (с 1 сентября 1941 года) генерального округа Белорутения рейхскомиссариата Остланд. От захватчиков территория была освобождена 6 июля 1944 года.
5 марта 1981 года Добринёвский сельсовет был переименован в Добрынёвский, в соответствии с белорусским звучанием, 26 января 2006 года Добрынёвский сельсовет вновь был переименован в Добринёвский.
28 мая 2013 года в состав сельсовета были переданы все населённые пункты — Боровики, Булынки, Белицковщина, Владимирово, Гореновка, Довнары, Дежки, Жаки, Козлы, Каменное, Красное, Кули, Курганье, Лукашино, Победное, Рубилки, Сакольщина, Старище, Суходолы, Томковичи, Чирвоная Зорька, Шабуневщина, Юнцевщина, Яновичи — упразднённого Рубилковского сельсовета.

## Состав сельсовета

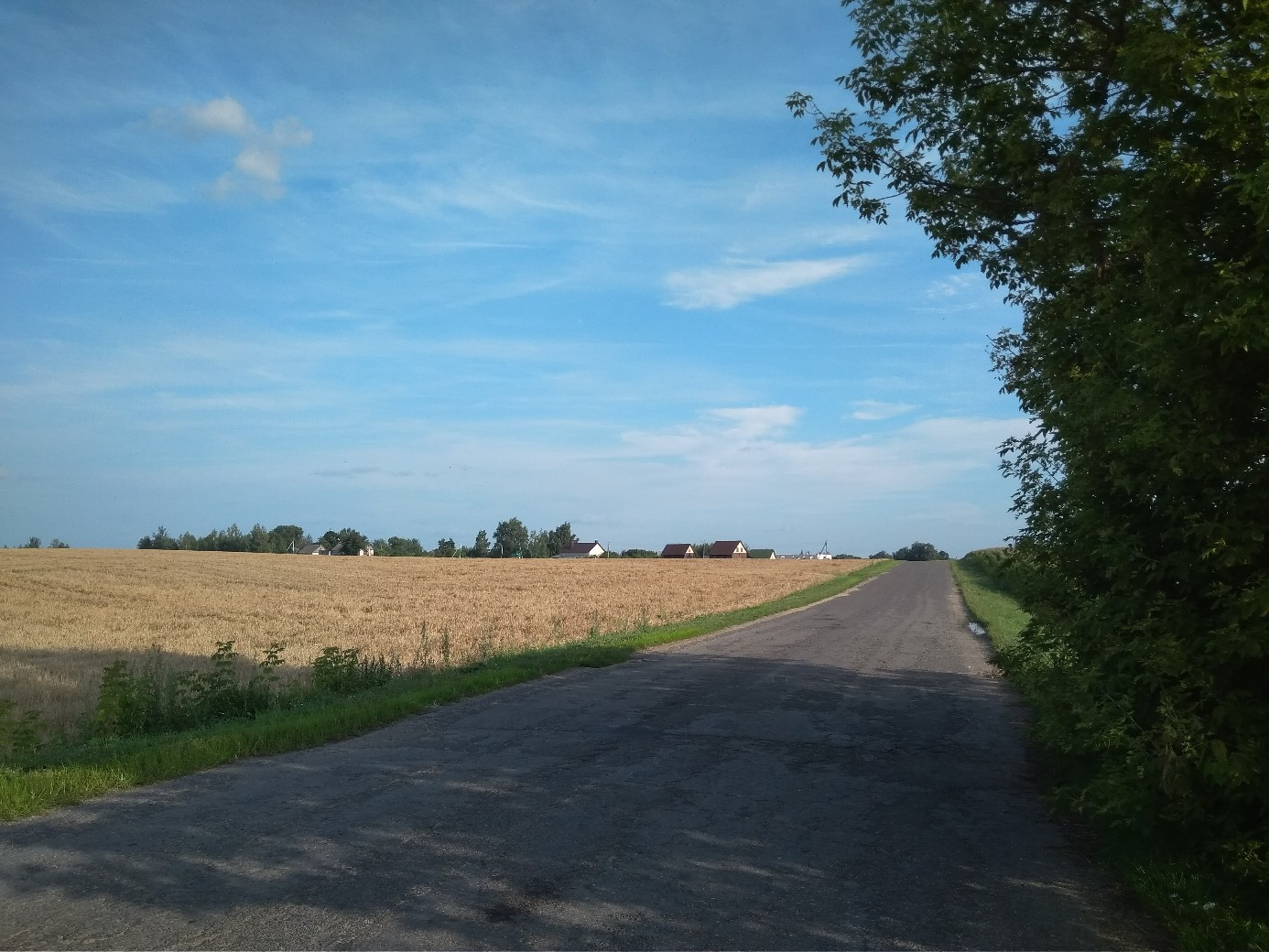
Равнинный пейзаж Добринёвщины

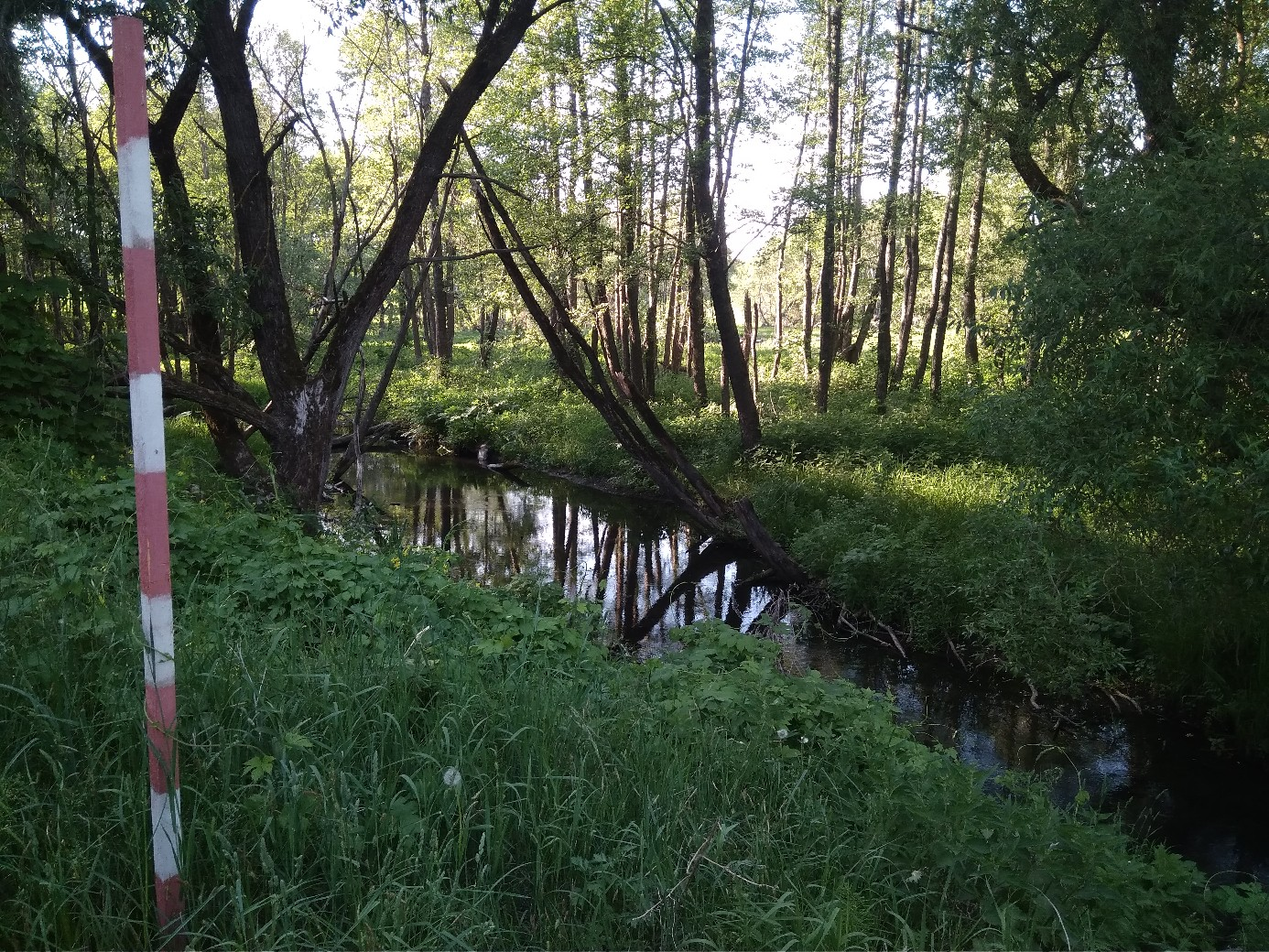
река Жесть (верхнее течение Уздянки) возле юго-западной окраины аг. Даниловичи

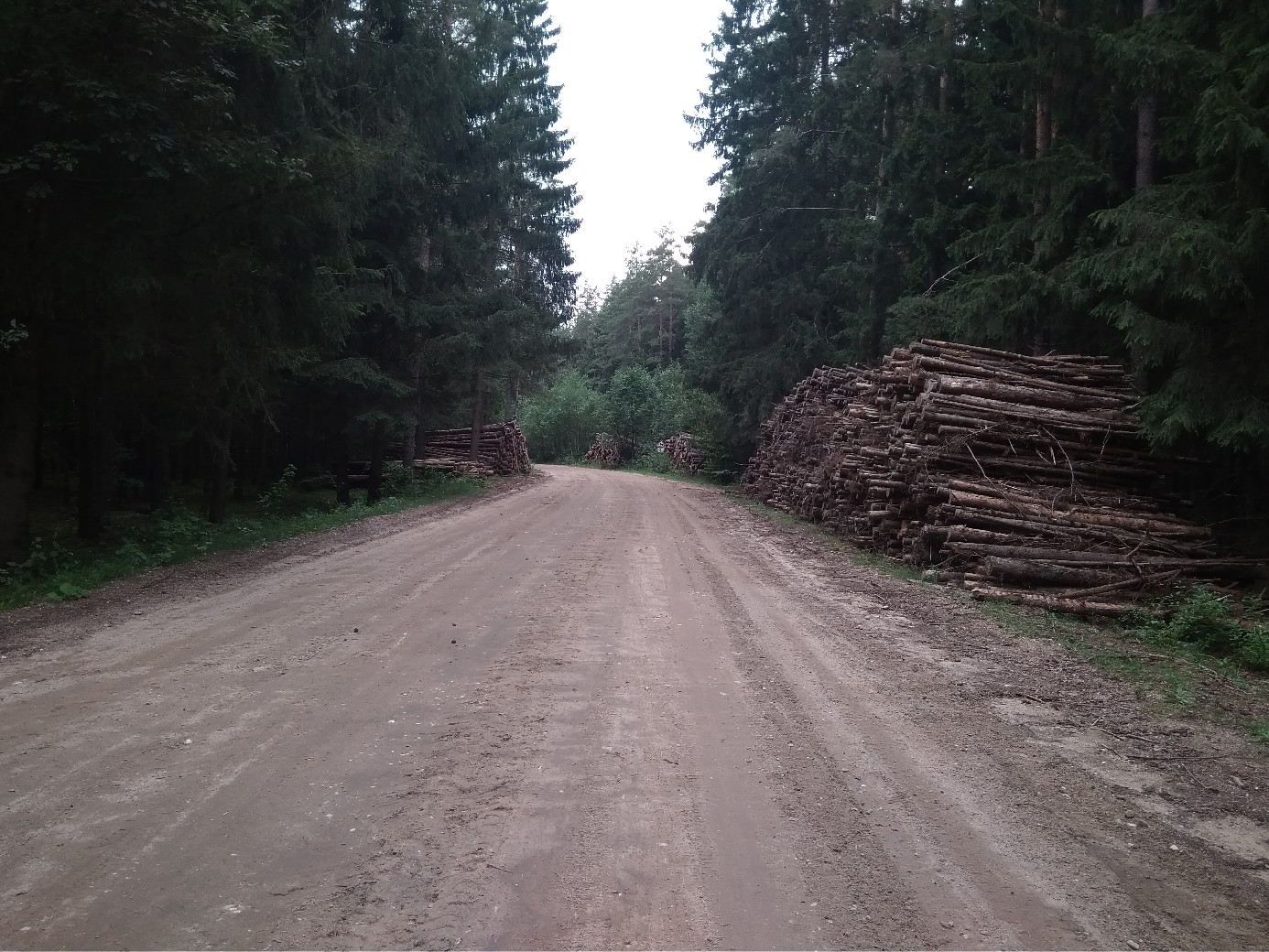
Лесной массив на юге Добринёвского сельсовета (а/д)

| №   | Название           | (бел. )             | Статус      | Население (2022) |
| --- | ------------------ | ------------------- | ----------- | ---------------- |
| 1.  | Александрово       | Александрова        | деревня     | ↘ 5              |
| 2.  | Белицковщина       | Бяліцкаўшчына       | деревня     | ↗ 19             |
| 3.  | Борки              | Баркі               | деревня     | ↘ 3              |
| 4.  | Боровики           | Баравікі            | деревня     | ↘ 315            |
| 5.  | Булынки            | Булынкі             | деревня     | ↗ 17             |
| 6.  | Валерово           | Валярова            | деревня     | → 3              |
| 7.  | Великое Гороховище | Вялікае Гарохавішча | деревня     | → 5              |
| 8.  | Владимирово        | Уладзімірава        | деревня     | ↗ 27             |
| 9.  | Гореновка          | Гарэнаўка           | деревня     | ↘ 22             |
| 10. | Даниловичи         | Данілавічы          | агрогородок | ↗ 407            |
| 11. | Даниловичи         | Данілавічы          | посёлок     | ↗ 60             |
| 12. | Дежки              | Дзежкі              | деревня     | ↗ 3              |
| 13. | Добринёво          | Дабрынёва           | деревня     | ↗ 239            |
| 14. | Довнары            | Даўнары             | деревня     | ↗ 22             |
| 15. | Дышляды            | Дышляды             | посёлок     | ↗ 8              |
| 16. | Жаки               | Жакі                | деревня     | ↘ 4              |
| 17. | Заградье           | Заграддзе           | посёлок     | → 6              |
| 18. | Захвойники         | Захвойнікі          | посёлок     | ↗ 2              |
| 19. | Калинино           | Калініна            | деревня     | ↘ 5              |
| 20. | Каменное           | Камянное            | деревня     | ↗ 11             |
| 21. | Козлы              | Казлы               | деревня     | ↗ 11             |
| 22. | Красное            | Краснае             | деревня     | ↗ 8              |
| 23. | Кули               | Кулі                | деревня     | → 1              |
| 24. | Курганы            | Курганы             | деревня     | ↗ 61             |
| 25. | Курганье           | Курганне            | деревня     | ↗ 93             |
| 26. | Лукашино           | Лукашына            | деревня     | ↘ 8              |
| 27. | Малое Гороховище   | Малае Гароховішча   | деревня     | ↘ 1              |
| 28. | Пахомовщина        | Пахомаўшчына        | деревня     | ↘ 4              |
| 29. | Победное           | Пабеднае            | деревня     | ↘ 93             |
| 30. | Радима             | Радзіма             | деревня     | ↗ 19             |
| 31. | Речки              | Рэчкі               | деревня     | ↗ 14             |
| 32. | Рубилки            | Рубілкі             | деревня     | ↗ 60             |
| 33. | Сакольщина         | Сакольшчына         | деревня     | → 6              |
| 34. | Скворцы            | Скварцы             | деревня     | ↗ 34             |
| 35. | Старина            | Старына             | посёлок     | ↗ 8              |
| 36. | Старище            | Старышча            | деревня     | ↗ 14             |
| 37. | Суходолы           | Сухадолы            | деревня     | ↗ 49             |
| 38. | Толкачёвщина       | Таўкачоўшчына       | деревня     | ↘ 14             |
| 39. | Томковичи          | Томкавічы           | агрогородок | ↗ 506            |
| 40. | Узречье            | Узрэчча             | деревня     | ↗ 111            |
| 41. | Чирвоная Зорька    | Чырвоная Зорка      | деревня     | ↘ 1              |
| 42. | Шабуневщина        | Шабунеўшчына        | деревня     | ↗ 12             |
| 43. | Шикотовичи         | Шыкатавічы          | деревня     | ↘ 175            |
| 44. | Юнцевщина          | Юнцаўшчына          | деревня     | ↗ 24             |
| 45. | Яновичи            | Янавічы             | деревня     | ↗ 66             |

 административный центр сельсовета
Упразднённые населённые пункты:
- Литавец — деревня

## Население
| Национальный состав населения (на 2009 год) | Национальный состав населения (на 2009 год) | Национальный состав населения (на 2009 год) | Национальный состав населения (на 2009 год) | Национальный состав населения (на 2009 год) |
| Национальность (чел.)                       |                                             |                                             | %                                           |                                             |
| ------------------------------------------- | ------------------------------------------- | ------------------------------------------- | ------------------------------------------- | ------------------------------------------- |
| белорусы — 2 184 чел.                       |                                             |                                             | 89.54 %                                     |                                             |
| русские — 137 чел.                          |                                             |                                             | 5.62 %                                      |                                             |
| украинцы — 26 чел.                          |                                             |                                             | 1.07 %                                      |                                             |
| поляки — 24 чел.                            |                                             |                                             | 0.98 %                                      |                                             |
| другие — 68 чел.                            |                                             |                                             | 2.79 %                                      |                                             |
| всего — 2 439 чел.                          |                                             |                                             | 100.0 %                                     |                                             |

Численность населения — 2 576 человек (на 1 января 2022 года). В сравнении с аналогичным периодом 2020 года, количество жителей увеличилось на 74 человек (+2,96 %). Население Добринёвского сельсовета составляет 3,59 % от численности населения Дзержинского района.
| Численность населения (по годам) | Численность населения (по годам) | Численность населения (по годам) | Численность населения (по годам) | Численность населения (по годам) | Численность населения (по годам) |
| 1999                             | 2009                             | 2017                             | 2018                             | 2020                             | 2022                             |
| -------------------------------- | -------------------------------- | -------------------------------- | -------------------------------- | -------------------------------- | -------------------------------- |
| 2823                             | ↘2439                            | ↘2414                            | ↗2433                            | ↗2502                            | ↗2576                            |

## Экономика
Сельскохозяйственные предприятия
- филиал «Правда-Агро» ОАО «Агрокомбинат «Дзержинский»;
- филиал «ММК-Агро» ОАО «Минский мясокомбинат»

Частные предприятия
- ООО «Данинвест»;
- ООО «Крипол»;
- ООО «Пласт-Лайн»;
- ЧУП «Три кота»